# Alessandro Staccioli
Alessandro Staccioli (Trieste, 13 novembre 1931) è un vescovo cattolico e missionario italiano, dal 10 dicembre 1990 già vescovo ausiliare di Siena-Colle di Val d'Elsa-Montalcino.

## Biografia
La famiglia era originaria di Siena e nel seminario di Siena compì i primi studi.
Fu ordinato presbitero per i Missionari oblati di Maria Immacolata il 17 marzo 1956. Nel 1957 fu, con don Lionello Berti, un sacerdote originario di Fiesole, consacrato poi vescovo (1962) e deceduto tragicamente in seguito ad un incidente aereo, tra i primi missionari italiani inviati in Laos. La sua prima missione fu a Nan Tha, ove dovette costruire tutto. All'inizio degli anni sessanta il Laos fu coinvolto nelle vicende belliche della regione: visse giorni drammatici ed ebbe infine la sua missione distrutta; in quegli anni un suo confratello, padre Mario Borzaga (1932-1960), originario di Trento, fu ucciso pare dai guerriglieri del Pathet Lao (è stato beatificato nel 11 dicembre 2016) ed anch'egli fu sul punto di essere più volte ucciso. Nel 1961 inviò lettere drammatiche al padre ancora vivente a Siena (la madre era deceduta qualche anno prima). Il 26 settembre 1968 fu nominato vicario apostolico di Luang Prabang e contemporaneamente eletto vescovo titolare di Tauriano.
L'attività missionaria si svolgeva in un difficile contesto ambientale: nel 1970 ordinò l'ultimo sacerdote di etnia khmu, prima della ascesa al potere politico del partito comunista del Pathet Lao. Nel 1975, fu espulso dal Laos con gran parte dei sacerdoti stranieri.
Il 29 novembre 1975 fu quindi nominato vescovo ausiliare di Siena (dal 1986 Siena-Colle di Val d'Elsa-Montalcino), incarico che svolse fino il 10 dicembre 1990 e visitatore apostolico dei laotiani dal 1986 al 2006.
Fu segretario della Pontificia Unione Missionaria, e delegato pontificio per i profughi laotiani nel mondo.

## Genealogia episcopale
La genealogia episcopale è:
- Patriarca Eliya XII Denha
- Patriarca Yukhannan VIII Hormizd
- Vescovo Isaie Jesu-Yab-Jean Guriel
- Arcivescovo Augustin Hindi
- Patriarca Yosep VI Audo
- Patriarca Eliya XIV Abulyonan
- Patriarca Yosep Emmanuel II Thoma
- Vescovo François David
- Arcivescovo Antonin-Fernand Drapier
- Vescovo Etienne-Auguste-Germain Loosdregt, O.M.I.
- Vescovo Alessandro Staccioli, O.M.I.